# Mathieu Assou-Ekotto
Mathieu Assou-Ekotto (Sainte-Catherine, 8 april 1978) is een Frans voormalig profvoetballer die doorgaans als verdedigende middenvelder speelde. Hij kwam uit voor onder meer het Nederlandse Willem II en verschillende clubs op het hoogste niveau in België.

## Carrière
Assou-Ekotto speelde vanaf de winterstop van 2005/06 één seizoen voor Willem II, waarna hij vanaf de tweede competitiehelft van 2006/07 verhuurd werd aan zijn vroegere team Excelsior Moeskroen. De Belgische club nam hem aan het eind van dat voetbaljaar definitief over van de Tilburgers, waar hij niet naar tevredenheid functioneerde. Hij kwam verder in opspraak door onder meer een uitwedstrijd bij Heracles Almelo te missen, door te laat te verschijnen voor het vertrek van de spelersbus. Na het verdwijnen van Moeskroen in eerste klasse tekende hij een contract bij de Belgische tweedeklasser Boussu Dour Borinage.
Assou-Ekotto's jongere broer Benoît Assou-Ekotto is eveneens profvoetballer, sinds 2006/07 onder contract bij Tottenham Hotspur FC.

## Overzicht clubs
| Seizoen    | Club                 | Competitie    | Wedstrijden | Doelpunten |
| ---------- | -------------------- | ------------- | ----------- | ---------- |
| 1998–'00   | Excelsior Moeskroen  | Eerste klasse | 5           | 0          |
| 2000–'01   | US Créteil-Lusitanos | Ligue 2       | 18          | 1          |
| 2001–'03   | Valenciennes FC      | Ligue 2       | 51          | 4          |
| 2003–'04   | Grenoble Foot 38     | Ligue 1       | 3           | 0          |
| 2003–'05   | La Louvière          | Eerste klasse | 29          | 2          |
| 2004–'06   | Standard Luik        | Eerste klasse | 25          | 0          |
| 2005–'2007 | Willem II            | Eredivisie    | 33          | 1          |
| 2006–'2009 | Excelsior Moeskroen  | Eerste klasse | 58          | 0          |
| 2009–2012  | Boussu Dour Borinage | Tweede klasse | 56          | 3          |